# Ljudevit Vukotinović

Ljudevit Farkaš Vukotinović (Zagreb, 13. siječnja 1813. – Zagreb, 17. ožujka 1893.), bio je hrvatski književnik, političar, državni činovnik, znanstvenik i gospodarstvenik.

## Životopis
Ljudevit Vukotinović rođen je u Mletačkoj ulici br. 10, u Zagrebu, 1813. godine. Njegovi predci potječu iz Madžarske gdje su bili posjednici. Jedan je od hrvatskih preporoditelja. Okušao se kao pjesnik, novelist i dramatičar, a bavio se i botanikom i mineralogijom. Filozofiju je studirao u Szombathelyu, a pravo u Zagrebu i Požunu, gdje je i diplomirao.
Zajedno s Josipom Kalasancijem Schlosserom objavljuje 1869. godine grandiozno djelo Flora Croatica, svojevrsni kompendij biljnih vrsta u Hrvatskoj. Zalagao se za otkup i objavljivanje radova Stjepana Schulzera Miggenburškog, tada najboljeg hrvatskog mikologa. 
Također, bio je istaknuti istraživač na području prirodoslovlja. Pisao je o geološkim odnosima u Lici, Samoboru, Zagrebu i Moslavačkoj gori. Autor je prve hrvatske geološke karte. Bio je jasno oprijedjeljeni evolucionist. 
Veliki župan križevački bio je od 1861. do 1867. godine. Dana 1. siječnja 1867. godine izabran je među prvima za pravog člana JAZU. 

O njegovim životnim postulatima govori misao koju je zabilježio u svojim memoarskim zapisima Mađaronstvo u Hrvatskoj: 

## Književno stvarateljstvo
Svoj književni rad započeo je u Danici u kojoj je 1835. godine objavio prvu ilirsku davoriju Pěsma Horvatov vu Glogovi leto 1813., poznatu po stihu "Nek se hrusti šaka mala".

## Djela
Nepotpun popis:

### Lirika i drame
- Golub: igrokaz vu chetireh zpeljavanjih, Vu Zagrebu : Pritizkano pri Ferenczu Suppanu, 1832.
- Pervi i zadnji kip: turobna igra v jednom zpelaju, Požun (Bratislava), 1833.
- Pěsme i pripovědke, U Zagrebu : Tiskom k. p. i. tiskarne dra. Ljudevita Gaja, 1838.
- Pěsme i pripovědka, U Zagrebu : Tiskom k. p. i. tiskarne dra. Ljudevita Gaja, 1840.
- Ruže i tarnje: pěsme, U Zagrebu : tiskom Fr. Župana, 1841.
- Pěsme domorodne (Pěsmarica), Sbirka 1, Zagreb, 1842.
- Prošastnost ugarsko-horvatska: historičke novele, U Zagrebu : tiskom Fr. Suppana, kr. pov. knjigotiskara i knjigotaržca, 1844.
- Pěsme, U Zagrebu : Tiskom Ljudevita Gaja, 1847.
- Trnule: pjesme / od Ljudevita Vukotinovića, U Zagrebu : troškom A. Jakića, 1862.

### Ostalo
- Něšto o školah pučkih: rěč u svoje vrěme / od Ljudevita Vukotinovića, U Zagrebu : tiskom i troškom Franje Supana c. kr. p. knjigotiskara i knjigotaržca, 1844.
- Pravni odnos Kraljevine Slavonije prema Ugarskoj (Regni Slavoniae erga Hungarium legalis correlatio), 1845.
- Někoja glavna pitanja našeg vrěmena / od Ljudevita Vukotinovića. U Zagrebu : Tiskom Franje Župana, 1848.
- Godina 1850 u Hervatskoj i Slavonii, U Zagrebu : Tiskom Franje Župana, 1851.
- Pametarka: gospodarom u Hrvatskoj i Slavonii / od Ljudevita Farkaš-Vukotinovića, [Zagreb] : Tiskom narodne tiskare dra. LJ. Gaja, 1858.

## Vanjske poveznice
- Golub. Igrokaz vu chetireh Zpeljavanjih (1832.), digital.onb.ac.at.